# Wassin
 (juillet 2022).
Wassin (ou Oussin, Ouacine, Touzin) est une tribu berbère zénète qui a donné de multiples ramifications et dynasties. Ils descendent d'Izliten.
À l'époque de la conquête musulmane du Maghreb, puis médiévale, ils font partie d'une nébuleuse de tribus berbères nomades et semi-nomades et leur présence est attestée en Tripolitaine occidentale, par les sources ibadites et arabes. Les Beni Merin, branche des Wassin, semblent être les fondateurs de Ghadamès en Libye,, ville renfermant de nombreuses bourgades appartenant aux clans mérinides des Banu Ouartajin et Banu Wattas.
Les Wassin ont donné leur nom à un ksour du djebel Demmer, au sud-est de l'Ifriqiya, trace de leur présence dans la région. Grigori Lazarev les identifie dans la Qastiliya, région de Tozeur, dans le Jérid tunisien, où ils sont signalés en 640. Les Wassin sont présents jusqu'au milieu du XIe siècle en Ifrikiya, et dans les Aurès, mais aussi entre l'Oued Rir et le Sahara,. Ils sont cités parmi les groupes habitant le Maghreb moyen de manière ancestrale, mais ils sont également localisés en dehors de cette région. En effet, les Wassin avec toutes leurs tribus étaient établis de manière dispersée dans l'Ifriqiya, dans le désert de Barca, les Zibans, les ksour de Ghadamès et un autre partie les ksour du Mzab.
À la suite des invasions hilaliennes au XIe siècle, la tribu se déplace vers l'ouest,. Lorsque Abd al-Mumin conquit son empire, Charles-André Julien les situe dans les hautes plaines de l'Oranie tandis qu'Ibn Khaldoun les situe sur les plaines de la haute Moulouya[réf. à confirmer].
De la tribu des Wassin sont issus les Mérinides et les Zianides, dynasties qui s'émanciperont de l'Empire almohades entrainant son démembrement au XIIIe siècle.

## Voir
- Mérinides